# Drage

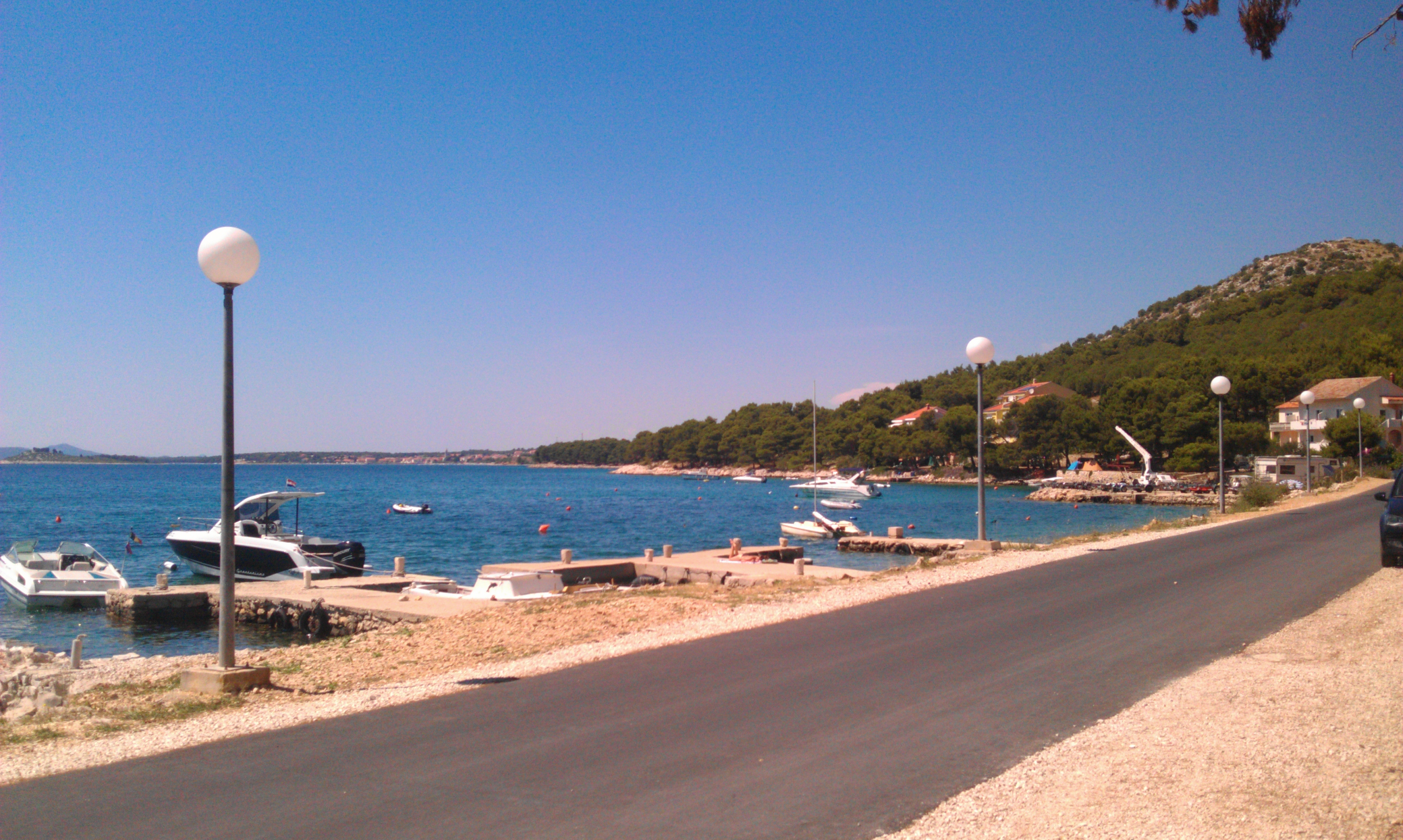
Pláž v Drage

Drage (italsky Draghe) je vesnice, přímořské letovisko a turisty často vyhledávaná lokalita v Chorvatsku v Zadarské župě, spadající pod opčinu Pakoštane. Nachází se asi 3 km jihovýchodně od Pakoštane, 9 km jihovýchodně od Biogradu na Moru a asi 33 km jihovýchodně od Zadaru. V roce 2011 žilo v Drage trvale 893 obyvatel, během letní sezóny se tento počet ale výrazně zvyšuje.
Sousedními vesnicemi jsou Pakoštane a Pirovac. Severně od Drage se nachází Vransko jezero a kopec Čelinka s rozhlednou, vysoký 111 m. Na západ od části Dolaške Drage se také nachází kopec Kurela (111 m). V moři u Drage se nacházejí neobydlené ostrůvky Arta Velika, Žavinac Mali a Žavinac Veli.
Nejdůležitější silnicí v Drage je silnice D8, která je jedinou silnicí spojující Drage s okolními vesnicemi.